# Σプロジェクト
Σプロジェクト（シグマプロジェクト）とは、1985年（昭和60年）から1990年（平成2年）にかけて進められた日本政府の国家プロジェクトである。Σ計画（シグマけいかく）とも呼ばれる。シグマ（SIGMA）とは「Software Industrialized Generator and Maintenance Aids」の頭字語であり「ソフトウェア生産工業化システム」と別称されていた。通商産業省（現経済産業省）所管の情報処理振興事業協会 (IPA) が民間コンピュータ企業と連携しての推進役になり、総額で250億円（日本経済新聞1992年6月10日朝刊では218億円）の国家予算が投じられている。

## 概要
Σプロジェクトはソフトウェア危機問題と密接に関連した計画である。コンピュータ進化に伴なうプログラム規模拡大が人間の能力を超えてソフトウェア開発が困難になるという問題は、米国では1968年には取り沙汰されており、その解決策としてのソフトウェア工学（他の呼び方もある）も同時に立ち上げられた。1970年代のソフトウェア工学は学術系のモジュラルプログラミングと産業系の構造化分析設計が有名であり、日本でもそれを研究するための官民合同の会社（JSD）が設立されている。
しかし1980年代になると日本では、実体の見えないソフトウェア工学研究よりも、開発要員をいかに確保してどう使役するかというマネジメント研究の方が重視されるようになった。同時期の米国ではオブジェクト指向などが誕生していたが、日本ではそうした机上理論は顧みられずに、現在の開発現場を効率化するための組織理論の方が優先されていた。そのマネジメント研究の中で、1990年には約60万人のソフトウェア技術者が不足し、2000年には97万人が不足するといった試算が立てられるようになり、これは日本版のソフトウェア危機問題として認知されるようになった。これに対応するために立ち上げられたのがΣプロジェクトであった。通商産業省（現在の経済産業省）が立案し、外郭団体の情報処理振興事業協会 (IPA) が推進役になって、民間コンピュータ企業も参画した官民合同プロジェクトとして1985年から開始された。
Σプロジェクトは、国内のソフトウェア開発を従来の手工芸（craftwork）から製造（manufacture）に進化させて、個々のプログラマーの技術に依存しない、マネジメントの力によるソフトウェア生産システムの確立を目指していた。具体的には、再利用性を高めた無数のソフトウェア部品を中央サーバー上に置き、ネットワーク化した全国のΣワークステーションから利用できるようにして、プログラミング専門知識を必要としないマニュアル化された部品の組み立てでソフトウェアを即席製造できる環境を普及させることだった。ソフトウェア製造のオートメーション化も視野に入れていた。これはΣシステムと呼ばれた。その要素は以下の通りである。
1. Σセンター - 登録されたソフトウェア部品の技術情報、更新履歴、安全性を一元管理する中央サーバー。
2. Σワークステーション - Σ仕様の開発ツールがインストールされた専用マシン。全国の開発現場に置かれる。
3. Σネットワーク - 全国のΣワークステーションとΣセンターを連結する分散システム。UNIXベースの通信プロトコル。

これらの構想は一見合理的に見えたが、ソフトウェア工学の科学的進化と変遷といった要素が排除されているものだった。同時期の米国のソフトウェア工学は日進月歩であり、90年代には世界を席巻している。ソフトウェア開発の進化を目的にしながら、開発のための技術研究は問題にされておらず、専門的なプログラミング理論も蚊帳の外であった。ソフトウェア技術よりも、ハードウェア機器導入の取り決めが最大の関心事になっていた。当時の風潮としてソフトウェアプログラムとは業務用コンピュータに自然に付いてくるものという認識があり、ハードウェア部門に付随したソフトウェア部門の技術者には、すぐ役に立つような開発ツールとソフトウェア部品の制作が求められた。UNIXの採用は妥当であったが、ポピュラーなBSDではなくSystem Vが選択されるなどしていた。最終的に250億円の国家予算が投入されたと言われているが、有用なソフトウェア生産が得られたなどの評判はほとんど聞かれないままにプロジェクト終了を迎えている。
日経コンピュータ誌は「Σ計画の主題であるソフトの生産性向上が望まれているのが事務分野だが、この分野のツールの評価が非常に低い」と報じ、例として「ツール同士のユーザー・インターフェースがバラバラ」（日本ユニシス）などの意見を掲載。また、1987年度版Σツールを評価したアンダーセン・コンサルティング（現 アクセンチュア）は「Σツールがカバーする範囲はI/O設計、データ分析の一部、コード生成、プロジェクト管理の4項目」であり「業務分析や機能構造化といった上流工程、テスト支援や成果物管理のような工程はカバーしていない」と報告した。
国家プロジェクトとしてのΣ計画が終結した1990年4月1日に、コンピューターメーカーやソフト会社50社が、資本金22億3000万円を出資して事業会社「シグマシステム」を設立している。1991年3月にUNIXの国際標準化団体であるX/Open、UNIX International (UI)、Open Software Foundation (OSF) との共通仕様に合意して独自路線を放棄しグローバル化へと舵を切った。しかし、1992年3月に事業の進展が見込めないまま中枢である計算機センターの閉鎖が決定され、1995年に会社本体も解散した。